# إرنست الثاني، دوق ساكس-كوبرغ وغوتا
إرنست الثاني (بالألمانية: Ernst II von Sachsen-Coburg und Gotha)‏ (21 يونيو 1818 - 22 أغسطس 1893) كان دوق ساكس-كوبرغ وغوتا الثاني منذ 1844 حتى وفاته، هو الابن البكر لـ إرنست الأول ولويز من ساكس-غوتا-ألتنبورغ، وهو شقيق البكر لـ الأمير ألبرت قرين فيكتوريا ملكة المملكة المتحدة.

## روابط خارجية
- إرنست الثاني، دوق ساكس-كوبرغ وغوتا على موقع الموسوعة البريطانية (الإنجليزية)
- إرنست الثاني، دوق ساكس-كوبرغ وغوتا على موقع ميوزك برينز (الإنجليزية)